# Roßhart (Edling)
Roßhart ist ein Weiler in Bayern. Es liegt in der politischen Gemeinde Edling, Landkreis Rosenheim, Regierungsbezirk Oberbayern.
Roßhart gehört zur Pfarrei Kloster Attel in der Erzdiözese München und Freising. In Roßhart leben zurzeit ca. 140 Einwohner.

## Geographische Lage
Roßhart befindet sich südlich von Edling und liegt im Alpenvorland in Oberbayern inmitten einer Moränen- und Schotterlandschaft des Inngletschers der letzten Eiszeit. Die kleine Ortschaft liegt verkehrsgünstig nah an der B 304 und der B 15.
Roßhart teilt sich auf Grund des Höhenunterschieds in zwei Ortsteile. Diese werden von den Einwohnern „Unt’ am Berg“ und „Obn am Berg“ genannt.

## Veranstaltungen
- Seit 1991 findet im Sommer jährlich ein Dorffest statt
- Bis 2010 wurde im Winter jährlich ein Nachtschlittenfahren veranstaltet, seit 2011 wird jährlich mit dem Zug ein Christkindlmarkt in Bayern besucht
- Gemeinsames Silvesterfeuerwerk mit Schneebar

## Baudenkmäler
- Haus Nr. 9 – ein Bauernhaus aus der zweiten Hälfte des 18. Jahrhunderts (Wohnteil Blockbau-Obergeschoss)
- Haus Nr. 10 – ein stattliches Bauernhaus mit profilierten Balkenköpfen, Gurtgesims und Traufbundwerk aus dem 18. Jahrhundert

## Vereine
Obst- und Gartenbauverein Roßhart-Attel; Initiator und Gründungsvorsitzender war der Philologe, Historiker und Gymnasialprofessor Georg Sigwart.